# Anosia impunctata
Anosia impunctata är en fjärilsart som beskrevs av Abel Dufrane 1948. Anosia impunctata ingår i släktet Anosia och familjen praktfjärilar. Inga underarter finns listade i Catalogue of Life.